# Have You Ever Been Lonely?
Have You Ever Been Lonely? (Have You Ever Been Blue?), engl. für Warst du je einsam? (Warst du je traurig?), ist ein von Peter DeRose komponiertes und von Billy Hill geschriebenes Lied, das erstmals im Januar 1933 von Gene Arnold veröffentlicht wurde. 

## Inhalt
Das Lied beschreibt den Kummer des Protagonisten, der aufgrund eigenen Verschuldens seine Partnerin verloren hat (Can't you see that I'm sorry for each mistake I've made? Can't you see that I've changed, dear? Can't you see that I've paid?; Siehst du denn nicht, dass mir jeder Fehler, den ich gemacht habe, unendlich leid tut? Siehst du denn nicht, dass ich mich geändert habe, Liebes? Siehst du nicht, dass ich bezahlt habe?) und diese unbedingt zurückgewinnen will: Be a little forgiving, take me back in your heart. How can I go on living now that we're apart?; Bitte verzeih mir und schließe mich wieder in dein Herz. Wie soll ich denn ohne dich weiterleben?.

## Coverversionen
Das Lied wurde von zahlreichen Künstlern gecovert; darunter Teresa Brewer, Jill Corey, Patsy Cline, Dave Dudley, Buddy Holly, Wanda Jackson, Tom Jones, Jim Reeves, Ernest Tubb und Bobby Vinton. 
Außerdem wurde das Lied in einige andere Sprachen übersetzt und unter anderem von Louise Cordet 1964 als J'aime trop Johnny auf Französisch und unter dem Titel Jij hoeft niet te veranderen in einer flämischen Version veröffentlicht.